# Wildcat (Lake Compounce)
Wildcat in Lake Compounce (Bristol, Connecticut, USA) ist eine Holzachterbahn des Herstellers Philadelphia Toboggan Coasters mit der Seriennummer 61, die 1927 eröffnet wurde. Sie befindet sich an der Stelle im Park, wo zuvor die Achterbahn Green Dragon ihre Runden fuhr.
Sie ist eine der ältesten Achterbahnen der Welt, die noch in Betrieb sind. Die komplette Struktur wurde 1986 von Charlie Dinn und Curtis D. Summers neu errichtet und die letzten Hügel wurden 2004 mit neuen Schienen versehen. Sie wurde am 17. September 2006 wegen Renovierungsarbeiten geschlossen und zur Saison 2007 wieder eröffnet. Ihre alten Bremsen wurden durch neue Magnetbremsen ausgetauscht und die Züge wurden mit individuellen Sicherheitsgurten ausgestattet. Zwischen 2016 und 2017, außerhalb der Saison, bekam die Bahn komplett neue Schienen vom Hersteller Martin & Vleminckx.

## Züge
Wildcat besitzt zwei Züge des Herstellers Great Coasters International mit jeweils sieben Wagen. In jedem Wagen können zwei Personen (eine Reihe) Platz nehmen. Ursprünglich verfügte die Bahn über Züge von Philadelphia Toboggan Coasters mit jeweils drei Wagen für sechs Personen (drei Reihen à zwei Personen). Diese Züge wurden parallel zum Austausch der Schienen 2016/2017 durch die Züge von Great Coasters International ersetzt.